# Dr. Kade Pharmazeutische Fabrik
Die DR. KADE Pharmazeutische Fabrik GmbH ist ein 1886 gegründetes Pharmaunternehmen mit Sitz in Berlin. Sie entwickelt, produziert und vertreibt überwiegend Produkte aus den Bereichen Gynäkologie, Proktologie, Schmerz, Gastroenterologie sowie Vitamin- und Aufbaupräparate.

## Geschichte

### Gründung
Das Unternehmen wurde im Februar 1886 von Franz Lutze gegründet. Lutze übernahm damals die Berliner Oranien-Apotheke, für die der Charité-Apotheker Rudolf Kade 1860 die Personalkonzession erhalten hatte. Der Doktortitel des Firmennamens geht auf dessen Sohn Richard Kade zurück. Nach der Übernahme der Apotheke baute Lutze eine pharmazeutische Fabrik auf. Diese gilt als Wegbereiter industriell gefertigter Arzneimittel.

### Erste Arzneimittel
Von der kaiserlichen Bordapotheke der „Hohenzollern“ bis in die deutschen Kolonien reichte der Markt für die Verbandsstoffe, Arzneien und chirurgische Gerätschaften des „Hoflieferanten Seiner Majestät Des Kaisers und Königs“. 1919 wurde die Fabrikation organisatorisch von der Oranien-Apotheke gelöst. Das Unternehmen DR. KADE erlitt in Folge des Ersten Weltkriegs durch die Inflation und den Verlust des kolonialen Exportmarktes starke Gewinneinbrüche. Felix Lutze, Sohn des Firmengründers, gelang es aber in den Zwanziger Jahren das kontinentale und transatlantische Geschäft zu beleben und eine erfolgreiche Handelsbeziehung nach Japan aufzubauen. Hierbei entstand die Geschäftsbeziehung zur Firma Maruho, die seit 1923 bis heute Bestand hat und somit eine der dauerhaftesten deutsch-japanischen Verbindungen ist. Ein Jahr später wurde von DR. KADE auch das Hämorrhoiden-Arzneimittel Posterisan auf der Basis eigener Forschung auf den Markt gebracht, das mit einer immunologisch wirkenden Bakterienkultursuspension für Linderung bei Hämorrhoidalbeschwerden sorgt. Das Medikament legte ein dauerhaftes Fundament für das Engagement von DR. KADE in der medikamentösen Proktologie.

### Expansion
Nach dem Zweiten Weltkrieg trat die Ärztin Marietta Lutze-Sackler die Nachfolge ihrer Großmutter Frieda Lutze als persönlich haftende Gesellschafterin an. Bis in die Sechziger-Jahre bleibt die Firma eine Personengesellschaft. Dann erfolgte die Umwandlung in die heutige Unternehmensform einer Gesellschaft mit beschränkter Haftung. In Folge der Expansion entstanden zwei neue pharmazeutische Werke: 1962 in Konstanz und 1982 in Berlin-Marienfelde. Mit Arthur Sackler, Sohn von Marietta Lutze, hielt 1975 die vierte Generation in die Geschäftsführung des Familienunternehmens Einzug.
Mit Joint Ventures wie DR. KADE/BESINS Pharma (Frankreich, 1992) und Kadefarm (Polen, 2006) wurde der internationalen Ausweitung Rechnung getragen. Weitere Medikamente wurden in Kooperation mit AWD.pharma eingeführt. In den 2000er Jahren baut DR. KADE den Bereich der nicht verschreibungspflichtigen Medikamente aus. 2011 feierte das Familienunternehmen sein 125-jähriges Bestehen. Mit DR. KADE AVENDA verfügt DR. KADE seit 2013 über einen eigenen Apotheken-Außendienst. Im selben Jahr erwarb das Unternehmen das OTC-Segment der Firma Takeda mit bekannten Präparaten wie Riopan, FAKTU lind, Buer Lecithin und Sanostol. Anfang 2017 erwarb DR. KADE sechs Phytopharmaka von der Firma Hexal. Im erworbenen Portfolio sind unter anderem Femikliman und Silicur. Im gleichen Jahr verkündete das Unternehmen, künftig alle Funktionen am Sitz in Berlin zu bündeln und das Werk in Berlin-Marienfelde (Standort aller technischen Bereiche wie z. B. Produktion und Qualitätskontrolle) dafür auszubauen. Die kaufmännischen, medizinischen und zentralen Bereiche des Unternehmens zogen 2018 in das Ullsteinhaus am Hafen Tempelhof. Der zweite Produktionsstandort in Konstanz wurde zum 30. April 2019 geschlossen. Im Januar 2019 übernahm DR. KADE die SIRIUS GmbH. Mit den leicht basischen Hautpflegeprodukten SIRIDERMA erschließt sich DR. KADE weitere Felder im Markt der dermatologischen OTC-Produkte.

## Produkte
Das Unternehmen setzt den Schwerpunkt auf verschreibungsfreie gynäkologische Antimykotika (wie KadeFungin 3) sowie proktologische Produkte als Therapeutika gegen Hämorrhoidenleiden (wie Posterisan akut und FAKTU lind). Weiterhin führt die GmbH Vitaminpräparate der Marke Sanostol sowie Riopan gegen Sodbrennen und säurebedingte Magenbeschwerden.